# Kuoni Travel
Kuoni Travel är en resekoncern med säte i Schweiz. 2001 köpte Kuoni resebolaget Apollo. Den skandinaviska delen av bolaget fick namnet Kuoni Scandinavia och där ingick förutom Apollo i Sverige, Danmark, Finland och Norge även flygbolaget Novair, Golf Plaisir i Sverige och Falk Lauritsen Rejser i Danmark.
2015 såldes denna skandinaviska del till tyska REWE-group.